# Руссо, Луи Франсуа Эммануэль
Луи Франсуа Эммануэль Руссо (фр. Emmanuel Louis François Rousseau; 1788—1868) — французский медик и физиолог, автор различных сочинений по медицине и физиологии, зоологии, естественной истории.
В юности вместе со своим отцом Пьером Руссо (1756—1829) работал ассистентом у Жоржа Кювье. Труд Руссо «Сравнительная анатомия зубной системы у человека и основных животных» (фр. «Anatomie comparée du système dentaire chez l’homme et les principaux animaux»; 1827) опирался на идеи и методы Кювье и был ему посвящён; к теме сравнительного анализа строения зубов Руссо позднее вернулся в работе «О зубной системе у китообразных» (фр. «De la dentition des cétacés»; 1866). Тему ядовитых змей и способам лечения их укусов Руссо рассматривал в работах «Естественно-медицинская история ядовитых змей вообще и гадюк в частности» (фр. «Histoire naturelle médicale des serpents venimeux en général et de la vipère en particulier»), «Опыты с ядом гремучей змеи» (фр. «Expériences faites avec le venin d’un serpent à sonnettes») и др. Среди статей Руссо также отдельные медицинские исследования — например, «Исследование об эффективности листьев остролиста при лечении перемежающейся лихорадки» (фр. «Dissertation sur l’efficacité des feuilles du houx dans le traitement des fièvres intermittentes»; 1851), — и работы об отдельных животных и растениях: «О парижском кресс-салате» (фр. «Du cresson des Paris»; 1825), «О шиншилле и её строении» (фр. «Du chinchilla, de son organisation»; 1832), «Зоологический и анатомический очерк о летучих мышах» (фр. «Mémoire zoologique et anatomique sur la chauve-souris commune»; 1841).
Руссо был также известным для своего времени фотографом-любителем, одним из соучредителей Французского фотографического общества (1854).